# Fernando Caride
Fernando Caride (Burzaco, 9 luglio 1953) è un attore argentino di teatro e televisione.

## Biografia
Nacque a Burzaco, provincia di Buenos Aires, dove risiede attualmente. 
Decise di cominciare a studiare recitazione dopo un incidente automobilistico che lo portò sull'orlo della morte. Fu così che decise di dedicarsi appieno per 10 anni a studiare teatro nella Escuela de Formación (EFA) di Víctor Laplace e Néstor Rosmarino nel quartiere argentino di San Telmo, con cui tenne anche dei seminari di “El actor frente a la cámara de Cine” e “El actor frente a la cámara de Televisión” (rispettivamente "L'attore davanti alla cinepresa al cinema" e "L'attore davanti alla cinepresa in televisione") e seminari di “Análisis de textos” con il professore Pedro Espinoza. 
A soli tre anni dall'avere cominciato ad esercitarsi, fece il suo debutto teatrale in “La pasión de Don Juan” con lo stesso Laplace. Studió locuzione e produzione di radio nell'officina di immagine e suono a carico del professore Omar Asis.

### Scuola di Teatro
La Scuola di Teatro di Fernando Caride si trova a Burzaco ed è stata creata tredici anni fa. Ha come fondamento il motto che vede l'attore come l'unico artista che è sia strumento e esecutore allo stesso tempo. L'idea dell'esercizio attoriale cerca di individuare negli alunni le cause personali che possono impedire il loro sviluppo creativo, di rilevare le proprie tensioni e imparare a lavorare con esse, stimolando l'immaginazione, l'osservazione, l'attenzione e l'adattamento dell'artista.
Sono nato qui a Burzaco, il 25 di Maggio e il 9 di Luglio. La verità è che mi attrae il paesello e non c'è una spiegazione razionale sul perché ho scelto rimanere qui. E neanche voglio trovarla. Ma quello che è certo è che non posso dimenticarmi di quello che sono.»

## Teatro
- La pasión de Don Juan, insieme a Víctor Laplace (3 stagioni)
- LR101 Radio Los Protagonistas, Teatro Lola Membrives. Teatro Metropolitan. Regia: Ricardo Romero.
- Las Migas di N. Sabatini. Teatro C.E.A. Direzione: Víctor Laplace, N. Romero.
- Historias de conventillo Espectáculo de tango. Anfiteatro Caminito.
- Humor por tres en sol mayor con Joe Rigoli.
- Ruido de Rotas Cadenas di Ricardo Halac (2 stagioni) Direzione: Pierre Simon Laplace, Romero
- Locos por el Tango, La Boca, Mar del Plata, Córdoba y Pcia. de Buenos Aires.
- La Grieta nel Centro Cultural Gral. San Martín con Cuca Taburelli
- Juego sin Fin nel Centro Cultural Gral, San Martín. Direzione: Cuca Taburelli
- Las Esposas nel Foro Gandhi. Direzione: Néstor Romero.
- Guillo, el Cantante Teatro Picadilly. Direzione: N. Sabatini. Ciclo Club de Autores 2004.
- Diálogos de Villoldo Teatro Astral, Regia: N. Romero
- Relojero Festival '06 a Don Armando Discépolo Argentores, Teatro del Pueblo
- Amarillo Iberescena Spagna 2010
- El bien dotado Iberescena Spagna 2010
- T.X.I. A pesar de la duda Iberescena Spagna 2010
- El clásico binomio Iberescena Spagna 2010
- Juan Moreira Argentores 2011

## Televisione
- La mujer del presidente (1997)
- De corazón (1997-1998)
- Ilusiones (2000)
- Luna salvaje (2001)
- 099 central (2002)
- PH (2001)
- 1000 millones (2002)
- Los médicos (2000)
- El sodero de mi vida (2001-2002)
- Yago, pasión morena (2001)
- Tiempo final (Episodio "Mala Noche") (2002)
- Tumberos (2002)
- Batticuore (Máximo corazón) (2002-2003)
- Costumbres argentinas (2003)
- Malandras (2003)
- Disputas (2003)
- Sol negro (2003)
- Soy Gitano (2003)
- Abre tus ojos (2003-2004)
- Culpable de este amor (2004)
- C.Q.C (Speciale del 9 luglio 2004)
- Los Roldán  (2004-2005)
- Jesús el Heredero
- Casados con Hijos (2005-2006)
- Criminal (Concejal Pécora) (2006)
- Montecristo (2006)
- Amas de casa desesperadas
- Collar de Esmeraldas (2006)
- Alma pirata (2006)
- Se dice amor (2006)
- El tiempo no para (2006)
- Especial Fundación Huésped (La Niebla)
- Vidas robadas (2008)
- Valientes (2009-2010)
- Herencia de amor (2009-2010)
- El elegido (2011)
- Los únicos (2011-2012)
- Sr. y Sra. Camas
- Farsantes (2013)
- Babylon
- Noche y día (2014)
- Esperanza mía (2015)
- El consejero
- El otro
- Encerrados